# 斯卡拉科埃利
斯卡拉科埃利（義大利語：Scala Coeli），是意大利科森扎省的一个市镇。总面积67平方公里，人口1204人，人口密度18.0人/平方公里（2009年）。ISTAT代码为078137。